# Henriette Saloz-Joudra
Henriette Saloz-Joudra (Vitebsk (Keizerrijk Rusland), 19 mei 1855 - Genève, 27 juni 1928) was een Russisch-Zwitserse arts. In 1883 was ze de eerste vrouw die afstudeerde als doctor in de geneeskunde aan de Universiteit van Genève.

## Biografie
Henriette Saloz was een dochter van Casimir de Joudra en van Thècle Loubostchinski. In 1883 huwde ze Charles-Eugène Saloz, een arts. Van 1875 tot 1876 studeerde ze letteren en wetenschappen in Genève. Toen in 1876 de faculteit geneeskunde van de Universiteit van Genève de deuren opende, behoorde zij tot de eerste lichting studenten aan deze nieuwe faculteit, waarna zij in 1883 de eerste vrouwelijke doctor in de geneeskunde aan de Universiteit van Genève werd, alsook de eerste vrouwelijke doctor in de rechten die medisch actief was in de stad Genève. Ze werd echter niet toegelaten als lid van de Société médicale. Saloz opende samen met haar echtgenoot een kabinet in de wijk Rive in Genuve, waar ze er een intense activiteit op nahield, voornamelijk omtrent de zorg voor vrouwen en kinderen.

## Trivia

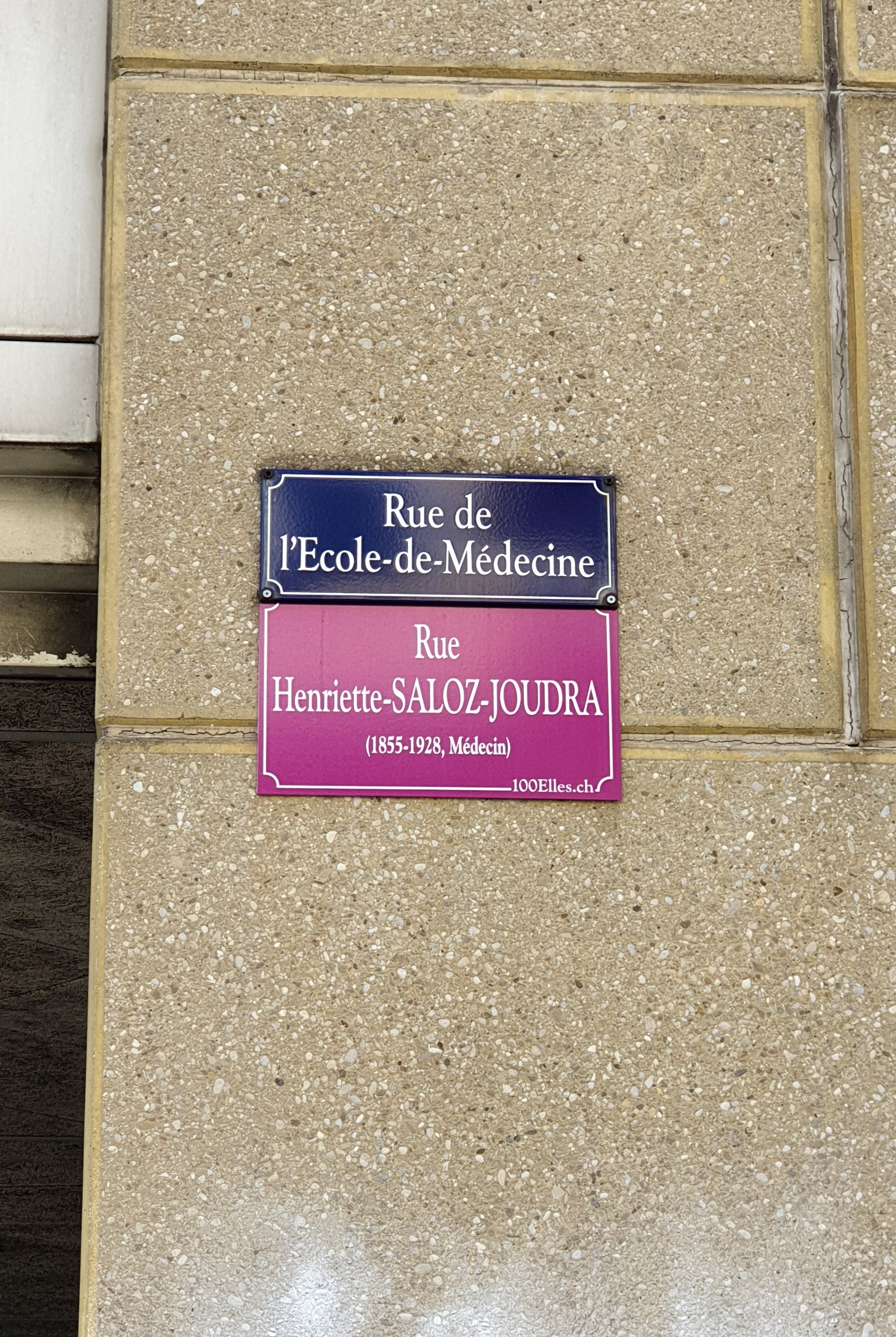
Alternatief straatnaambord van de actie 100Elles* in Genève, juni 2019.

- In 2019 werd in Genève door de actie 100Elles* een alternatief straatnaambord opgericht ter ere van Henriette Saloz.